# مولوخ
مولوخ أو مولوج (بالإنجليزية: Moloch)‏، (باليونانية: Μολώχ)‏،(بالعبرية: מלך) ورد ذكره في الكتاب العبري- هو إله كنعاني قديم، وهو إله الفينيقيين، انتسب تاريخيًا إلى ثقافات عديدة في كافة أنحاء الشرق الأوسط منها ثقافة العمونيون والثقافة العبرية والكنعانية والفينيقية، وأيضًا ثقافات بلاد الشام وشمال أفريقيا. مولوخ كان إلهًا ذو نزعة شريرة، كان لا يرضيه شيئًا إلا قرابين الأطفال، التي كان الفينيقيون القدماء يقدمونها له لإرضاءه، فيتم حرق الأطفال بالقرب من مذبحه وتقديمهم له كقربان. في الاستعمال الحديث باللغة الإنجليزية يمكن أن يدل اسم مولوخ على أي شخص أو شيء يتطلب تضحيات غالية.

## في الثقافة العامة
ظهرت كلمة مولوخ عدة مرات في قصيدة عواء للشاعر الأمريكي ألن غينسبرغ.